# Les Divisions de la joie
Albums de Indochine
Paradize
(2002) 3.6.3
(2004)
Les Divisions de la joie est un DVD live d’Indochine, enregistré durant le Dancetaria Tour et sortie en avril 2002 (DVD et VHS). La majeure partie des images sont tirées du concert donné au Zénith de Paris en 1999, mais quelques autres dates de la tournée sont visibles. Le menu du DVD est notable pour présenter de façon anticipée ce qui allait être le nouveau logo d'Indochine, la célèbre croix de Paradize.

## Liste des titres
1. Dancetaria
2. Trois nuits par semaine
3. Justine
4. Tes yeux noirs
5. Astroboy / 3e sexe
6. Stef II
7. Wonderwall
8. She Night
9. Atomic Sky
10. L’Aventurier
11. Miss Paramount
12. Kissing My Song
13. Punishment Park
14. Manifesto (Les Divisions de la joie)
15. Juste toi et moi

Bonus VHS
1. Come as You Are (acoustique)
2. Salômbo (acoustique)
3. More... (acoustique)

Bonus DVD
1. Come as You Are (acoustique)
2. Salômbo (acoustique)
3. More... (acoustique)
4. Clip Juste toi et moi
5. Clip Stef II
6. Le Stef concert (16 titres supplémentaires) (live du 27 février 2000 à La Maroquinerie)